# Erik Abrahamsson (Leijonhufvud)
Erik Abrahamsson (Leijonhufvud), död 8 november 1520 genom avrättning i Stockholms blodbad, var en svensk riddare, svenskt riksråd och riksmarsk. Han var son till Abraham Kristiernsson (Leijonhuvud) och Birgitta Månsdotter (Natt och Dag).

## Biografi
Erik Abrahamsson skrev sig till Ekeberg i Lillkyrka socken och Loholmen i Erska socken. Han omtalas som riddare 31 oktober 1499. Den 15 juni 1509 omtalas han som sittande i riksrådet i samband med dom i Stockholm. Samma år sändes han av Svante Nilsson (Sture) med viktiga brev till ärkebiskop Jakob Ulvsson. 1510 deltog Erik Abrahamsson i Borgholms belägring. Erik Abrahamsson var hövitsman på Örebrohus (Örebro slott) 1511 och bevittnade 17 november samma år morgongåvan i samband med Sten Sture den yngres giftermål.
Den 18 januari 1512 gifte han sig i Söderköping med Ebba Eriksdotter (Vasa). Erik Abrahamsson blev samma år utnämnd till ståthållare över Östergötland och blev 7 januari 1513 hövitsman där. År 1513 ombads av Sten Sture prästerskapet, friborna frälsemän, köpmän, kronans skattskyldiga bönder och allmogen, församlade i Skara, att, under den tid de bevistade herremötet i Köpenhamn, de skulle vara Erik Abrahamsson lydiga och hörsamma på samma sätt de varit Åke Hansson i gamla herr Stens och Svante Nilsson Stures tid. Förmodligen avses härmed hans utnämnande till riksmarsk. 
Han förekommer under de följande åren flera gånger som riksråd, ännu 29 september 1518 var han hövitsman på Örebro slott och över Västergötland.
Riksföreståndaren Sten Sture den yngre gav i januari 1520 order om att en dansk här, som försökte kväsa svenska frihetssträvanden, skulle stoppas vid Tiveden. Av någon anledning hjälpte han danskarna förbi den svenska förskansningen.
Erik Abrahamsson övergick efter Sten Sture den yngres död till Kristian och tillfångatogs av den Sturevänliga allmogen. Han släpptes dock före Stockholms dagtingan. Den 6 mars 1520 undertecknade han bland riksens råd fredsfördraget med Danmark, 5 september tillsammans med svenska och danska riksråd Kristian II:s försäkran till Kristina Gyllenstierna och 7 september med övriga svenska riksdråd Stockholms slotts överlämnande till Kristian II. Två månader senare avrättades han i Stockholms blodbad, dock utan att ha varit upptagen i förteckningen över kättare.

### Familj
Erik Abrahamsson gifte sig 18 januari 1512 i Söderköping med Ebba Eriksdotter (Vasa), dotter till riksrådet Erik Karlsson (Vasa) och Anna Karlsdotter (Vinstorpasläkten). De fick tillsammans följande barn:
- Abraham Eriksson (1512/1513–1556), ståthållare
- Birgitta Eriksdotter (1514–1572), gift med riksmarksen Gustaf Olofsson (Stenbock)
- Anna Eriksdotter (död som barn)
- Margareta Eriksdotter (1516–1551), gift med Gustav Vasa och därmed Sveriges drottning från 1536
- Anna Eriksdotter (1517–1540), gift med riksrådet Axel Eriksson (Bielke)
- Sten Eriksson (1518–1568), friherre, militär och ämbetsman
- Märta Eriksdotter (1520–1584), gift med riksmarsken Svante Stensson Sture.